# 六条有忠
六条 有忠（ろくじょう ありただ）は、鎌倉時代後期から南北朝時代にかけての公卿。内大臣・六条有房の長男。官位は正二位・権中納言。六条家3代当主。

## 経歴
弘安9年（1286年）10月に従五位下に叙爵し、永仁3年（1295年）4月に侍従。永仁5年（1297年）には左近衛少将を兼任。
正安元年（1299年）従五位上、続いて正安3年（1301年）正五位下、翌年には従四位下に叙されている。嘉元元年12月（1304年1月）左近衛中将、嘉元2年（1304年）には播磨介を務め、翌嘉元3年（1305年）従四位上次いで嘉元4年（1306年）正四位下に昇叙。延慶2年（1309年）正月に従三位、正和3年（1314年）4月に正三位に昇る。
長らく散位が続くが、漸く文保2年（1318年）後宇多法皇が院政を開始すると参議に任ぜられ、同年右近衛中将、左近衛中将さらに春宮権大夫となり、邦良親王に仕える。そして11月には従二位に昇る等父が法皇の側近であったため急速な昇進を見せた。文保3年（1319年）権中納言に昇るが翌年辞す。元亨4年（1324年）8月、東宮の命によって幕府に派遣される。10月に帰京。嘉暦元年（1326年）邦良親王の薨御と共に出家。法名は賢忠。延元3年/暦応元年12月（1339年2月）に薨去。享年59。

## 官歴
※以下、『公卿補任』の記載に従う。
- 弘安9年（1286年）10月28日：従五位下
- 永仁3年（1295年）4月8日：侍従
- 永仁5年12月17日（1298年1月30日）：左近衛少将
- 永仁7年（1299年）正月5日：従五位上（府労）
- 正安3年（1301年）10月5日：正五位下
- 正安4年（1302年）8月11日：従四位下
- 嘉元元年12月24日（1304年1月31日）：左近衛中将
- 嘉元2年（1304年）3月7日：播磨介
- 嘉元3年12月30日（1306年1月15日）：従四位上
- 嘉元4年（1206年）4月14日：左近衛中将、9月2日：正四位下
- 延慶2年（1309年）正月6日：従三位
- 正和3年（1314年）4月12日：正三位
- 文保2年（1318年）4月25日：参議、5月28日：右近衛中将、10月6日：春宮権大夫、10月17日：左近衛中将、11月21日：従二位（院御給）
- 文保3年（1319年）3月9日：権中納言、権大夫如元、7月2日：服解、7月5日：辞任
- 元亨4年（1324年）8月26日：東宮の命で幕府へ赴く[1]。10月13日：帰京[2]
- 嘉暦元年（1326年）：出家

## 系譜
- 父：六条有房
- 母：不詳
- 妻：園基藤の娘
  - 男子：六条有光（1310-?）
- 妻：橋本実俊の娘
- 生母不明の子女
  - 男子：千種忠顕（?-1336）
  - 男子：六条有顕
  - 男子：的屋具顕
  - 男子：六条有光